# Diplazium fraseri
Diplazium fraseri là một loài thực vật có mạch trong họ Woodsiaceae. Loài này được (Mett.) Hieron. miêu tả khoa học đầu tiên.